# Varmemesterbeskæring
Varmemesterbeskæring eller flødebolleklipning er den slags beskæring af buskadser, som en ikke gartneruddannet alt for ofte foretager: et vandret eller halvkugleformet snit, foretaget én eller flere gange om året. Begrebet er opfundet af Willy F. Hansen. I dag hvor varmemestre, eller som de hedder: ejendomsassistenter, har en uddannelse bag sig, forekommer den slags ikke længere fra deres side. Begrebet har imidlertid sat sig fast og er næppe til at udrydde.
Flødebolleklipning bygger på den misforståelse, at planter kan "lære" at vokse på en bestemt, ønskværdig måde, når man bare gentager den samme behandling tit nok. Det forholder sig – desværre – lige modsat: planterne er tvunget til at følge den besked, der er nedlagt i deres arveanlæg, og de vil gøre det, så snart mishandlingen ophører.
Denne form for beskæring er uhensigtsmæssig, da den forhindrer planternes naturlige udvikling. Dette kan forhindre blomstring og evt. frugtdannelse. Enkelte arter, som f.eks. Almindelig Buksbom er velegnede til figurklipning, og bliver undertiden klippet til meget fantasifulde former. I den anden ende af spektret findes bl.a. Have-Forsythia, som berøves sin blomstring og kun danner en stritter af lange tynde skud ved en årlig studsning. Langt de fleste buske skal i stedet forynges ved, at man tager de ældste grene og skærer dem af ved jorden, så de kan få lys og luft til at blomstre og udvikle frugt.